# Air Corsica

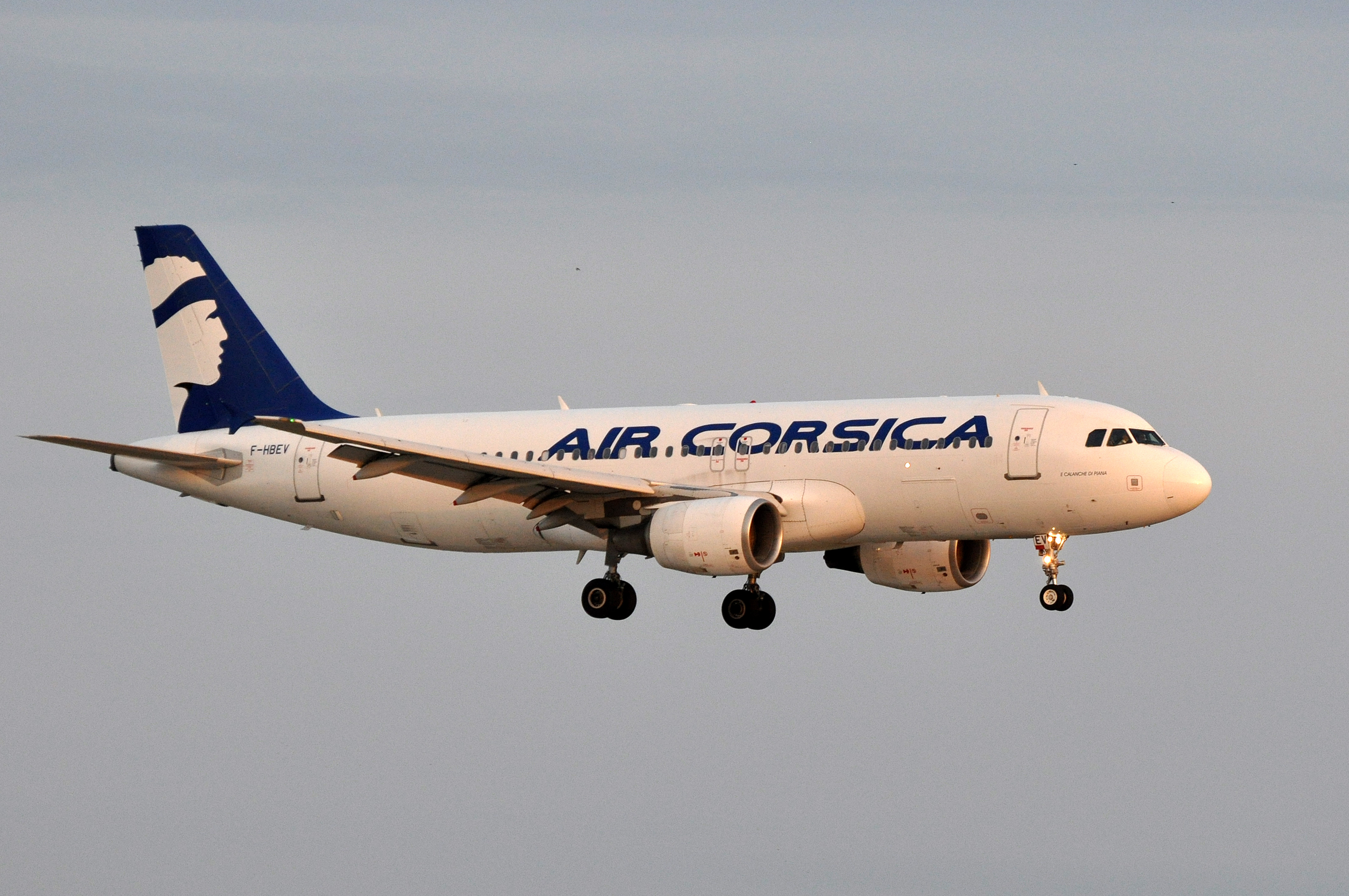
Airbus A320 linii Air Corsica na lotnisku Paryż-Orly

Air Corsica – francuska linia lotnicza z siedzibą w Ajaccio. Obsługuje połączenia pomiędzy Korsyką, a Francją metropolitalną. Główną bazą jest Port lotniczy Ajaccio-Napoléon Bonaparte, oraz węzły w Figari, Bastii i Calvi.

## Połączenia

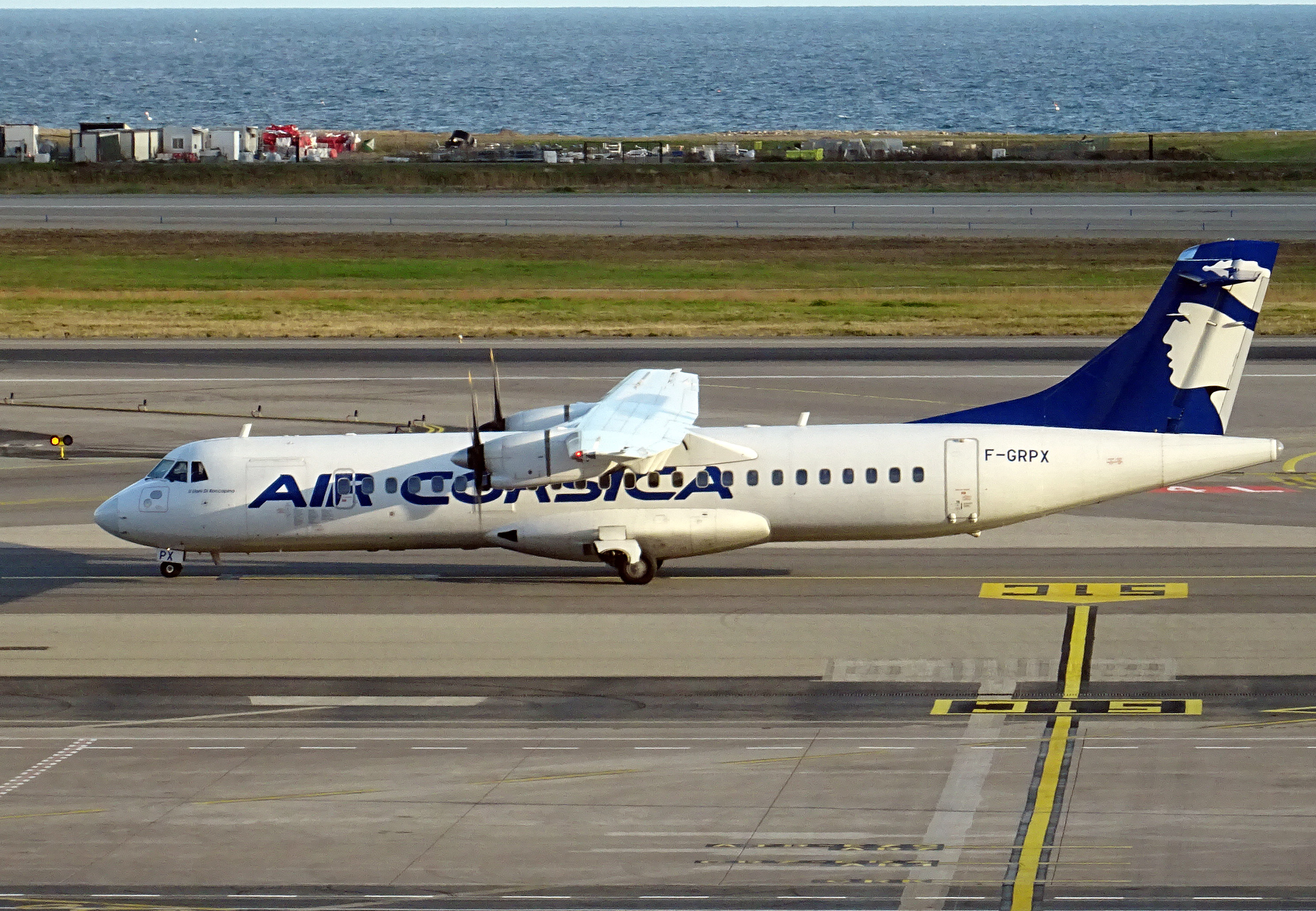
ATR 72-500 w malowaniu Air Corsica na lotnisku w Nicei

| Państwo | Miasto           | Port lotniczy                            | Uwagi    |
| ------- | ---------------- | ---------------------------------------- | -------- |
| Belgia  | Bruksela         | Port lotniczy Bruksela                   | Sezonowo |
| Francja | Ajaccio          | Port lotniczy Ajaccio-Napoléon Bonaparte | Hub      |
| Francja | Bastia           | Port lotniczy Bastia-Poretta             |          |
| Francja | Calvi            | Port lotniczy Calvi                      |          |
| Francja | Clermont-Ferrand | Port lotniczy Clermont-Ferrand           | Sezonowo |
| Francja | Dole             | Port lotniczy Dole-Jura                  | Sezonowo |
| Francja | Figari           | Port lotniczy Figari                     |          |
| Francja | Lyon             | Port lotniczy Lyon-Saint-Exupéry         |          |
| Francja | Marsylia         | Port lotniczy Marsylia                   |          |
| Francja | Nicea            | Port lotniczy Nicea-Lazurowe Wybrzeże    |          |
| Francja | Paryż            | Port lotniczy Paryż-Orly                 |          |
| Francja | Tuluza           | Port lotniczy Tuluza                     |          |
| Włochy  | Mediolan         | Port lotniczy Mediolan-Malpensa          | Sezonowo |
| Włochy  | Neapol           | Port lotniczy Neapol                     | Sezonowo |
| Włochy  | Olbia            | Port lotniczy Olbia                      | Sezonowo |
| Włochy  | Rzym             | Port lotniczy Rzym-Fiumicino             |          |
| Włochy  | Wenecja          | Port lotniczy Wenecja-Marco Polo         | Sezonowo |

## Flota
Według stanu na czerwiec 2025 flota Air Corsica składała się z 13 samolotów o średnim wieku 4,6 lat:
| Samolot         | Samolot | Samolot   | Liczba miejsc | Liczba miejsc | Uwagi |
| Model           | Aktywne | Zamówione | E             | Łącznie       | Uwagi |
| --------------- | ------- | --------- | ------------- | ------------- | ----- |
| Airbus A320-200 | 2       | –         | 180           | 180           |       |
| Airbus A320neo  | 4       | –         | 186           | 186           |       |
| ATR 72          | 7       | –         | 72            | 72            |       |
| Łącznie         | 13      | 0         |               |               |       |